# Parco nazionale di Päijänne
Il parco nazionale di Päijänne (in finlandese:Päijänteen kansallispuisto) è un parco nazionale della Finlandia, nella provincia della Finlandia meridionale. È stato istituito nel 1993 e occupa una superficie di 14 km².